# Guatteria atra
Guatteria atra är en kirimojaväxtart som beskrevs av Noel Yvri Sandwith. Guatteria atra ingår i släktet Guatteria och familjen kirimojaväxter. Inga underarter finns listade i Catalogue of Life.